# Gae Aulentiová
Gae Aulentiová, celým jménem Gaetana Emilia Aulentiová (4. prosince 1927 Palazzolo dello Stella – 31. října 2012 Milán) byla italská architektka a designérka.

## Činnost
Byla absolventkou milánské Polytechnické univerzity.
Zaměřovala se na rekonstrukce historických budov, v Paříži projektovala přestavbu bývalého nádraží na Muzeum Orsay. Vytvořila také Musée national d'art moderne, v Barceloně pak Katalánské národní umělecké muzeum a Muzeum asijského umění v San Francisku.
Navrhla italský pavilon na výstavě Expo 1992, řídila rekonstrukci Palazzo Grassi v Benátkách a vládní budovy v republice San Marino, podle jejího projektu byla zmodernizována turínská sportovní hala Palavela.
Věnovala se rovněž bytovému designu, spolupracovala s výrobcem skla FontanaArte a s nábytkářskou společností Zanotta, jejím proslulým dílem byla lampa Pipistrello (Netopýr).
Byla autorkou scénografie k inscenacím režiséra Lucy Ronconiho. Přispívala do odborného časopisu Casabella a učila na benátské Univerzitě Ca' Foscari.

### Ocenění
V roce 1987 získala Řád čestné legie, v roce 1991 jako první žena cenu Praemium Imperiale v oboru architektura a v roce 1999 vyznamenání Sigillo Longobardo. V Miláně je po ní pojmenováno náměstí Piazza Gae Aulenti.